# Apollo 11
Apollo 11 je bila svemirska misija koja je 20. srpnja 1969. dovela prve ljude na Mjesec. Svemirski let, kojeg su provele Sjedinjene Države, smatra se velikim postignućem u povijesti istraživanja i predstavlja pobjedu SAD-a u hladnoratovskoj svemirskoj utrci sa Sovjetskim Savezom.
Lansirana je s Floride 16. srpnja, kao treća lunarna misija NASA-inog programa Apollo (i prva misija G vrste), s posadom u sastavu: zapovjednik Neil Alden Armstrong, pilot komandnog modula Michael Collins i pilot lunarnog modula Edwin Eugene "Buzz" Aldrin, Jr. 20. srpnja, Armstrong i Aldrin sletjeli su u More tišine i postali prvi ljudi na površini Mjeseca. Njihov lunarni modul, Eagle (orao), proveo je 21 sat i 31 minutu na površini Mjeseca dok je 
Collins orbitirao oko mjeseca u komandnom modulu Columbia. Tri astronauta vratila su se na zemlju s 21,55 kg mjesečevog kamenja, sletjevši 24. srpnja u Tihi ocean.
Apollo 11, ispunio je viziju predsjednika Johna F. Kennedyja o osvajanju Mjeseca prije Sovjetskog saveza do kraja 1960-ih, koju je izrazio tijekom govora u Kongresu 1961.: "Vjerujem da se ova nacija mora posvetiti postizanju cilja, prije istjeka ovog desetljeća, slijetanja čovjeka na Mjesec i njegovog sigurnog povratka na Zemlju."
Nakon Apolla 11 još pet misija programa Apollo sletjelo je na Mjesec od 1969. do 1972.

## Posada
| Položaj                | Astronaut                                |
| ---------------------- | ---------------------------------------- |
| Zapovjednik            | Neil Alden Armstrong Drugi svemirski let |
| Pilot komandnog modula | Michael Collins Drugi svemirski let      |
| Pilot lunarnog modula  | Buzz Aldrin Drugi svemirski let          |

Svaki član posade Apolla 11 prije ove misije već je obavio jedan svemirski let, što je tek druga posada sastavljena isključivo od veterana u povijesti svemirskog istraživanja (prva je bila misija Apollo 10).
Collins je izvorno trebao biti pilot komandnog modula (CMP) na Apollo 8, ali je smijenjen kada je morao na operaciju leđa te ga je zamijenio Jim Lovell, njegova rezerva za taj let. Nakon što je Collins dobio liječničku dozvolu, preuzeo je Lovellovu poziciju na Apollo 11; kao veteran Apolla 8, Lovell je premješten u rezervnu posadu Apolla 11, ali promaknut u rezervnog zapovjednika.

### Rezervna posada
| Položaj                | Astronaut           |
| ---------------------- | ------------------- |
| Zapovjednik            | James A. Lovell, Jr |
| Pilot komandnog modula | William A. Anders   |
| Pilot lunarnog modula  | Fred W. Haise, Jr   |

Početkom 1969., Bill Anders prihvatio je posao u Nacionalnom Svemirskom Savjetu (National Space Council) od kolovoza 1969., te je objavio svoje povlačenje iz svemirskih letova. Tada je Ken Mattingly premješten iz pomoćne posade (support crew) u usporedno treniranje s Andersom kao rezervni pilot komandnog modula u slučaju da misija Apollo 11 bude odgođena nakon planiranog lansiranja u srpnju (kada Anders više nebi bio na raspolaganju), te će se kasnije pridružiti posadi Jima Lovella i konačno raspoređen u posadu Apolla 13 kao CMP.

### Pomoćna posada
- Charles Moss Duke, Jr., Capsule Communicator (CAPCOM)
- Ronald Evans, CAPCOM
- Owen K. Garriott, CAPCOM
- Don L. Lind, CAPCOM
- Ken Mattingly, CAPCOM
- Bruce McCandless II, CAPCOM
- Harrison Schmitt, CAPCOM
- Bill Pogue
- Jack Swigert

### Direktori leta
- Cliff Charlesworth (Zeleni Tim), lansiranje i EVA
- Gene Kranz (Bijeli Tim), lunarno slijetanje
- Glynn Lunney (Crni Tim), polijetanje s Mjeseca

## Nomenklatura
Lunarni modul nazvan je Eagle (orao), u čast simbolu Sjedinjenih Država, bjeloglavom orlu, prikazanom na oznaci misije. Komandni modul nazvan je Columbia, prema ženskoj personifikaciji SAD-a, tradicionalnom liku iz pjesama i poezije. U ranim fazama planiranja misije, korišteni su nazivi Snowcone i Haystack, ali to je promijenjeno prije objave medijima.

## Istaknute faze misije

### Lansiranje i ulazak u orbitu
Osim velikog mnoštva ljudi koje je zakrčilo autoceste i plaže kraj mjesta lansiranja, događaj su pratili milijuni gledatelja na televiziji, sa službenim komentarom NASA-inog šefa javnih informacija Jacka Kinga.
Raketa Saturn V, koja je Apollo 11 ponijela u orbitu, poletjela je s lansirne rampe 39A u lansirnom kompleksu 39 Svemirskog centra Kennedy 16. srpnja 1969. u 13:32:00 UTC (9:32:00 lokalno vrijeme), te je letjelica ušla u orbitu 12 minuta kasnije. Nakon jedne i pol orbite, treći stupanj rakete (S-IVB) paljenjem Trans Lunar Injection usmjerio je letjelicu u putanju prema Mjesecu u 16:22:13 UTC. Oko 30 minuta kasnije par komandni/servisni modul odvojio se od posljednjeg stupnja Saturna V i spojio s lunarnim modulom, još uvijek smještenim u svom adapteru. Nakon što je modul izvučen, kombinirana letjelica kretala se prema Mjesecu, dok je treći stupanj pogonske rakete letio na putanji prema solarnoj orbiti.
Nakon nepunih 76 sati leta, 19. srpnja u 17:21:50 UTC, Apollo 11 prošao je kraj Mjeseca i uključio pomoćni pogonski motor radi ulaska u lunarnu orbitu. U trideset orbita koje su usljedile, posada je mogla vidjeti svoje mjesto slijetanja u južnom Moru Tišine (Mare Tranquillitatis), oko 20 km jugozapadno od kratera Sabine D (0.67408N, 23.47297E). Mjesto slijetanja odabrale su automatske lunarne sonde Ranger 8, Surveyor 5 i letjelica za kartiranje Lunar Orbiter, jer ga je karakterizirala relativno ravna i glatka površina, pogodna za slijetanje i izvanbrodske aktivnosti (EVA).

### Slijetanje na Mjesec
20. srpnja 1969. lunarni modul (LM) Eagle odvojio se od komandnog modula Columbia. Collins, sam u Columbiji, pregledao je Eagle dok se okretao pred njim da bi se uvjerio da letjelica nije oštećena.
Kada je započelo spuštanje, Armstrong i Aldrin ustanovili su da orijentire na površini prolaze 4 sekunde prerano i izvjestili su da su "dugački": sletjet će kilometrima zapadnije od predviđenog mjesta.
Pet minuta nakon početka silaznog paljenja, i 1800 m iznad površine Mjeseca, kompjutor za navigaciju i upravljanje lunarnog modula (LM navigation and guidance computer) omeo je posadu prvim od nekoliko neočekivanih "1202" i "1201" programskih alarma. U kontroli misije u Houstonu ,Texas, kompjutorski tehničar Jack Garman rekao je službeniku za upravljanje Steveu Balesu da je letjelica sigurna za nastavak spuštanja što je preneseno i posadi. Programski alarmi ukazivali su na "izvršna prekoračenja", kada kompjutor za upravljanje nije mogao izvršiti sve svoje zadatke u stvarnom vremenu te je neke morao odgoditi. To nije bila niti kompjutorska niti astronautska greška, već je proizašlo iz greške u treniranjima astronauta. Premda nije bio potreban za slijetanje, radar za randevu bio je namjerno uključen da bi bio spreman za brzo odustajanje. Postavi simulacije površine nisu previdjeli da se može dogoditi brzi protok lažnih prekida na tom radaru, ovisno o tome kako je hardver nasumce uključen prije nego što je lunarni modul započeo približavanje površini Mjeseca: stoga je kompjutor morao baratati podacima iz dva radara umjesto samog radara za slijetanje, što je dovelo do preopterećenja.
Kada je Armstrong ponovo pogledao van, vidio je da je kompjutor odabrao mjesto slijetanja u stjenovitom području sjeveroistočno od kratera promjera 300 m (kasnije utvrđen kao "Zapadni krater", nazvan po svojoj lokaciji u zapadnom dijelu izvorno određene elipse za slijetanje). Armstrong je preuzeo poluautomatsku kontrolu i zajedno s Aldrinom koji je kontrolirao podatke o visini i brzini, sletio u 20:17 UTC 20. srpnja, s gorivom preostalim za još oko 25 sekundi leta.
Apollo 11 sletio je s najmanje goriva u odnosu na ostale misije, te su astronauti bili upozoreni preranim alarmom o gorivu na izmaku jer je, što je kasnije ustanovljeno, veće nego predviđeno prskanje goriva prekrilo senzor. Na idućim misijama, ugrađene su dodatne pregrade da bi se to spriječilo.
Tijekom spuštanja Aldrin je komunicirao navigacijske podatke Armstrongu, koji je bio zauzet pilotiranjem lunarnog modula. Nekoliko trenutaka prije slijetanja, senzor je informirao Aldrina da je najmanje jedna od 170 cm dugačkih sondi na postolju modula dotaknula površinu, te je rekao "kontakntno svjetlo!" Tri sekunde kasnije Eagle je sletio i Armstrong je rekao "isključivanje". Aldrin je odmah odgovorio "U redu, motor zaustavljen: ACA - van zapona.". Armstrong je potvrdio "Van zapona. Auto", i Aldrin nastavio "Kontrola modaliteta - oboje auto. Upravljanje motorom za slijetanje prebačeno. Poluga motora - isključena. 413 je unutra."
Charles Duke, na dužnosti kao CAPCOM tijekom faze slijetanja potvrdio je njihovo slijetanje: "Bilježimo da ste sletjeli, Eagle".
Armstrong je nastavio s ostatkom provjera nakon slijetanja, "Poluga motora je isključena", prije nego što je odgovorio svojim čuvenim riječima, "Houston, ovdje Baza Tišine. Eagle je sletio.
Armstrongova je iznenadna promjena pozivnog znaka od "Eagle" u "Tranquility Base" (Baza tišine) izazvala trenutnu zbunjenost i Duke je šutio nekoliko sekundi prije nego što je zamuckivajući izrazio olakšanje u kontroli misije: "Roger, Triš-- Tišine, bilježimo da ste sletjeli. Ovdje je mnogo ljudi poplavilo. Sada ponovo dišemo. Hvala mnogo."
Dva i pol sata nakon slijetanja, prije nego što su započele pripreme za izvanbrodsku aktivnost (EVA), Aldrin je emitirao: 
Ovdje pilot lunarnog modula. Želio bi iskoristiti ovu mogućnost za zatražim od svih ljudi koji slušaju, tko god da jesu i gdjegod da se nalaze, da se zaustave na trenutak i razmisle o događajima iz proteklih nekoliko sati i da zahvale na svoj način.
Tada je privatno uzeo pričest. U to doba NASA se još borila na sudu protiv tužbe koju je podnijela ateistkinja Madalyn Murray O'Hair (jer je posada Apolla 8 tijekom javljanja na Zemlju čitala iz Knjige Postanka) tražeći da se američki astronauti suzdrže od religioznih aktivnosti za vrijeme boravka u svemiru. Radi toga, Aldrin je odlučio da to ne spominje direktno i zadrži svoju namjeru u tajnosti više godina (o tome čak nije govorio ni svojoj ženi).
Raspored misije zahtijevao je da nakon slijetanja astronauti spavaju pet sati, jer su bili budni od rano ujutro. Ipak, odlučili su preskočiti spavanje i odmah započeli pripreme za izvanbrodsku aktivnost, smatrajući da nebi mogli spavati.

### Aktivnosti na mjesečevoj površini
Astronauti su planirali postavljanje ranog Apollo znanstveno eksperimentalnog paketa (EASEP) i američke zastave proučavajući mjesto slijetanja kroz dva trokutasta prozora na lunarnom modulu, koja su im omogućavala vidno polje od 60°. Pripreme su zahtijevale više vremena od predviđena dva sata. Armstrong je isprva imao teškoća pri prolasku kroz otvor sa svojim prenosivim sustavom za održavanje života (PLSS). Čuveni astronaut John Young, rekao je da redizajn lunarnog modula i primjenu manjeg otvora, nije pratio redizajn PLSS naprtnjača, te je do nekih od najviših zabilježenih ritama rada srca u programu 
Apollo, dolazilo tijekom ulaska i izlaska u lunarni modul.
U 02:39 UTC u ponedjeljak 21. srpnja (04:39 CET, 22:39 EDT 20. srpnja) 1969., Armstrong je otvorio vrata i u 02:51 UTC započeo svoj silazak na površinu mjeseca. Radi komande jedinice daljinskog upravljanja na grudima, nije mogao vidjeti svoja stopala. Silazeći niz ljestve s devet stepenica, Armstrong je povukao d-prsten radi postavljanja sklopa modularnog spremišta opreme (MESA) presavijenog uz bok lunarnog modula i aktiviranja TV kamere, te je u 02:56 UTC (04:56 CET, 22:56 EDT) svojim lijevim stopalom zakoračio na površinu. Pri prvom slijetanju na Mjesec korišten je radioamaterski format "slow scan TV", nekompatibilan s komercijalnom televizijom, te je bio prikazivan na posebnom monitoru koji je snimala konvencionalna TV kamera, što je znatno smanjivalo kvalitetu slike. Signal je priman u Goldstoneu u SAD-u i s boljom kvalitetom u Honeysuckle Creeku (Honeysuckle Creek Tracking Station) u Australiji. Nakon nekoliko minuta trasa je prebačena na osjetljiviji Parkes radio teleskop također u Australiji. Unatoč nešto tehničkih i vremenskih teškoća, sablasne crno bijele snimke prvih izvanbrodskih aktivnosti emitirane su ka najmanje 600 milijuna gledatelja na Zemlji. Premda su kopije tih snimki, u formatu za emitiranje, sačuvane i lako dostupne, snimke originalnih slow scan emisija s mjeseca nenamjerno su uništene tijekom rutinskog ponovnog korištenja magnetnih traka u NASA-i. Arhivirane kopije snimki pronađene su u Perthu u Australiji, jedno od mjesta gdje su izvorno primana emitiranja s Mjeseca.
Nakon što je opisao površinsku prašinu ("sitna gotovo kao prah"), Armstrong je sišao s postolja lunarnog modula i ušao u povijest kao prvi čovjek na drugom svemirskom tijelu. Tada je, šest i pol sati nakon slijetanja, izgovorio svoju čuvenu rečenicu: "Ovo je mali korak za čovjeka, jedan divovski skok za čovječanstvo.". Aldrin mu se pridružio, opisavši pogled kao "veličansvenu pustoš".
Armstrong je rekao da je kretanje u mjesečevoj gravitaciji, oko jedne šestine zemaljske sile teže, "možda i lakše nego u simulacijama...apsolutno nema problema u hodanju naokolo."
Osim što je ispunio nalog predsjednika Kennedyja o slijetanju na Mjesec do kraja 1960-ih, Apollo 11 je bio i tehnički test sustava Apollo, te je Armstrong fotografirao lunarni modul kako bi tehničari mogli procijeniti stanje nakon slijetanja. Tada je nasumce prikupio uzorak tla koristeći jednostavnu vreću za uzorke na štapu. Presavio je vreću i ugurao ju u džep na svom desnom bedru. Uklonio je TV kameru s MESA-e, napravio panoramski kadar i montirao ju na stalak 12 m od lunarnog modula. Kabel TV kamere ostao je djelomično namotan i predstavljao je opasnost pri kretanju za vrijeme izvanbrodskih aktivnosti.
Aldrin je testirao metode kretanja po površini, uključujući dvonožne klokanovske skokove. PLSS naprtnjača stvarala je sklonost ka naginjanju unatrag, ali astronauti nisu imali ozbiljnih problema u održavanju ravnoteže. Dugački koraci postali su glavni način kretanja. Astronauti su izvjestili da moraju planirati svoje kretanje šest ili sedam koraka unaprijed. Prašnjava površina bila je prilično skliska. Aldrin je primijetio da se kretanjem sa sunčevog svijetla u sjenu lunarnog modula stvara promjena temperature u odijelu, toplije na suncu i hladnije u sjeni.
Nakon što su astronauti postavili američku zastavu na površinu Mjeseca, razgovarali su s američkim predsjednikom Richardom Nixonom radio-telefonskim prijenosom koji je Nixon nazvao "najpovjesnijim telefonskim pozivom ikada obavljenim iz bijele kuće". Nixon je izvorno pripremio dugačak govor kojeg bi pročitao tijekom poziva, ali Frank Borman, koji je tijekom Apolla 11 bio NASA-ina veza u bijeloj kući, uvjerio je Nixona da bude kratak, iz poštovanja prema Kennedyju koji je zamislio misiju na Mjesec.
MESA nije omogućila stabilnu radnu platformu jer je bila u sjeni, što je donekle usporavalo rad. Dok su radili, astronauti su podizali sivu prašinu koja je uprljala vanjsku stranu njihovih odijela, integriranu termalnu meteoroidnu odjeću.
Postavili su EASEP, koji je uključivao i pasivni seizmograf i laserski retroreflektor. Tada se Armstrong udaljio oko 120 m od lunarnog modula da bi snimio fotografije na rubu malog zapadnog kratera. Astronauti su prikupili uzorke stijena koristeći lopatice i kliješta na dugačkim drškama. Mnoge od površinskih aktivnosti zahtijevale su više od predviđenog vremena, te su morali prekinuti prikupljanje uzoraka na pola od 34 dodijeljene minute.
Tijekom tog razdoblja kontrola misije koristila je šifriranu rečenicu da upozori Armstronga da ima visok metabolizam te da mora usporiti, jer se brzo kretao iz zadatka u zadatak dok je vrijeme istjecalo. Ipak, kako je tijekom šetnje metabolizam za oba astronauta ostao općenito niži od očekivanog, kontrola misije dozvolila je astronautima 15-minutni produžetak.

### Polijetanje s Mjeseca i povratak
Aldrin se prvi vratio u Eagle. S ponešto teškoća, astronauti su podigli film i dvije kutije uzoraka s više od 22 kg materijala mjesečeve površine kroz otvor modula, koristeći koloturni uređaj nazvan Lunar Equipment Conveyor. Armstrong je podsjetio Aldrina na vreću memorijalnih predmeta u njegovom džepu, te je Aldrin vreću odbacio. Armstrong je potom skočio na treću stepenicu ljestvava i uvukao se u lunarni modul. Nakon prebacivanja na održavanje života u modulu, astronati su stupanj za polijetanje olakšali izbacivši van PLSS naprtnjače, mjesečeve cipele, jedan Hasselblad fotoaparat i drugu opremu. Tada su presurizirali lunarni modul i otišli na spavanje.
Za to vrijeme, druga svemirska letjelica, Luna 15 - automatska sovjetska sonda u lunarnoj orbiti, započela je svoje spuštanje na mjesečevu površinu. Lansirana samo tri dana prije misije Apollo 11, bio je to treći sovjetski pokušaj prikupljanja uzoraka mjesečevog tla. Ruska letjelica srušila se na Mjesec oko 15:50 UTC – samo nekoliko sati prije predviđenog američkog polijetanja. U utrci prema Mjesecu i povratku na Zemlju, paralelne misije Luna 15 i Apollo 11 bile su vrhunac svemirske utrke koja je obilježila svemirske programe Sjedinjenih Država i Sovjetskog Saveza 1960-ih. Simultane misije postale su jedna od prvih instanci sovjetsko/američke svemirske suradnje, jer je SSSR objavio plan leta Lune 15 da bi se izbjegla mogućnost sudara s Apollo 11, iako je točna misija bila nepoznata.
Dok se kretao u kabini, Aldrin je slučajno razbio automatski prekidač glavnog motora za polijetanje s Mjeseca. Postojala je zabrinutost da bi to moglo spriječiti paljenje motora i astronaute ostaviti zarobljene na Mjesecu. Srećom, flomaster je bio dovoljan da bi se aktivirao prekidač. U slučaju da to nije pomoglo, strujni krugovi lunarnog modula mogli su biti rekonfigurirani da bi se omogućilo paljenje motora.
Nakon oko sedam sati odmora, posadu je probudila kontrola misije u Houstonu da bi se pripremili za povratni let. Dva i pol sata kasnije, u 17:54 UTC, poletjeli su u lansirnom stupnju lunarnog modula, noseći 21,5 kilograma mjesečevih uzoraka, te su se u lunarnoj orbiti ponovno pridružili Michaelu Collinsu u komandnom modulu Columbia.
Nakon više od 2½ sata na površini Mjeseca, osim instrumenata i zastave Sjedinjenih Država, astronauti su na površini ostavili oznaku misije Apollo 1 i lunarnu plaketu (montiranu na ljestvama stupnja za spuštanje lunarnog modula) koja prikazuje dva crteža Zemlje (zapadne i istočne hemisfere), natpis i potpise astronauta i predsjednika Nixona. Natpis kaže: Ovdje su ljudi s planete Zemlje prvi puta zakoračili na Mjesec, srpnja 1969. Došli smo u miru za cijelo čovječanstvo.
Također su ostavili i memorijalnu torbu sa zlatnom replikom grančice masline kao tradicionalnim simbolom mira i silikonski disk s porukom, izjavama dobre volje predsjednika Eisenhowera, Kennedyja, Johnsona i Nixona, kao i poruke lidera 73 zemlje iz cijeloga svijeta. Disk sadrži također i popise vodstva američkog Kongresa, 
članova četiri odbora Zastupničkog doma i Senata odgovornih za NASA-ino zakonodavstvo i imena prošlih i tadašnjih glavnih menadžera NASA-e. (U svojoj knjizi iz 1989. Men from Earth ["Čovjek sa Zemlje"], Aldrin tvrdi da su među memorijalnim predmetima bile i sovjetske komemorativne medalje s likovima kozmonauta Vladimira Komarova i Jurija Gagarina). Također, prema knjizi Dekea Slaytona Moonshot, Armstrong je ponio sa sobom posebnu, dijamantima optočenu Slaytonovu astronautsku značku.
Film snimljen iz lansirnog stupnja nakon polijetanja s Mjeseca, prikazuje američku zastavu, postavljenu oko 8 m od lunarnog modula, kako se snažno vijori na ispuhu motora lansirnog stupnja. Buzz Aldrin je vidio kako se srušila: "Lansirni stupanj lunarnog modula se odvojio... bio sam usredotočen na kompjutore, dok je Neil proučavao umjetni horizont, ali gledao sam gore dovoljno dugo da vidim zastavu kako pada." Iduće misije programa Apollo zastavu su uobičajeno postavljale najmanje 30 m od lunarnog modula, da ju nebi srušio ispuh motora za polijetanje.
Nakon randevua s komandnim modulom Columbia, Eagleov lansirni stupanj odbačen je u lunarnu orbitu 21. srpnja u 23:41 UTC (1:41 CET, 19:41 EDT). Neposredno prije misije Apollo 12,
primjećeno je da Eagle vjerojatno još orbitira oko Mjeseca. Kasniji su izvještaji NASA-e napomenuli da je orbita Eaglea opala te da se srušio na "nepoznatoj lokaciji" na površini Mjeseca. Lokacija nije poznata jer lansirni stupanj lunarnog modula nije praćen nakon što je odbačen, dok je lunarno gravitacijsko polje dovoljno nesigurno da bi se orbita svemirske letjelice nakon kratkog vremena mogla predvidjeti. NASA je procijenila da je orbita opala unutar nekoliko mjeseci, te da se srušio na Mjesec.

23. srpnja, posljednju noć prije slijetanja u more, tri astronauta pojavili su se u direktnom televizijskom prijenosu te je Collins komentirao:
"...Raketa Saturn V koja nas je odvela u orbitu nevjerojatno je kompliciran stroj, od kojeg je svaki dio radio besprijekorno... Mi smo uvijek imali povjerenja da će ta oprema raditi ispravno. Sve je to moguće jedino kroz krv, znoj i suze mnogih ljudi... Sve što vidite nas smo trojica, ali ispod su površine tisuće i tisuće drugih, i svima njima, želio bih reći, hvala vam mnogo."
Aldrin je nadodao:
"Ovo je bilo mnogo više od troje ljudi u misiji na Mjesec, više od napora vlade i industrije, i čak više od nastojanja jedne nacije. Mi osjećamo da je ovo simbol neutažive znatiželje cjelokupnog čovječanstva da istraži nepoznato... Osobno, u osvrtu na događaje iz proteklih nekoliko dana, prisjećam se stiha iz psalama. 'Kad pogledam nebesa tvoja, djelo prsta tvojih, mjesec i zvijezde, koje si ti postavio, što je čovjek da ga se spominješ?'
Armstrong je zaključio:
"Odgovornost za ovaj let leži najprije na povijesti i divovima znanosti koji su prethodili ovom postignuću, potom na američkom narodu koji je prema svojoj volji izrazio svoju želju, potom na četiri administracije i njihovim kongresima za implementaciju te želje, i na agenciji i industriji koja je izradila našu svemirsku letjelicu, Saturn, Columbiju i Eagle, mali EMU, svemirsko odijelo i naprtnjaču koji su bili naš mali svemirski brod na površini Mjeseca. Željeli bismo posebno zahvaliti svim Amerikancima koji su gradili svemirsku letjelicu, koji su radili na izradi, dizajnu, testiranjima i unijeli svoja srca i sposobnosti u letjelicu. Tim ljudima večeras dajemo posebnu zahvalnost, i svim ostalim ljudima koji nas večeras slušaju i gledaju, Bog vas blagoslovio. Laku noć od Apolla 11."
Na povratku na Zemlju, stanica za praćenje na Guamu je zatajila, što bi spriječilo komunikaciju u posljednjem segmentu povratka na Zemlju. Popravak nije bio moguć dok desetogodišnji sin člana osoblja, Greg Force, svojim malim rukama nije uspio doseći kvar. Armstrong se kasnije zahvalio Forceu.

### Slijetanje u more i karantena
24. srpnja, austronauti su se komandnim modulom Columbia vratili na Zemlju neposredno pred zoru na koordinatama 13°19′N 169°9′W / 13.317°N 169.150°W u Tihom Oceanu, 2660 km (1440 nm) istočno od otoka Wake ili 380 km (210 nm) južno od atola Johnston i 24 km od nosača aviona USS Hornet.
Isprva, komandni je modul sletio naopako ali se ispravio nakon nekoliko minuta pomoću zračnih jastuka koje su aktivirali astronauti. Ronioc iz mornaričkog helikoptera zakačio je sidro za komandni modul da bi spriječio zanošenje. Još nekoliko ronioca pričvrstilo je plutajuće pojaseve radi stabilizacije modula i splavi za izlazak astronauta. Premda je mogućnost dovođenja patogena s mjesečeve površine bila teško vjerojatna, nije smatrana nemogućom te je NASA na mjestu slijetanja poduzela velike mjere predostrožnosti. Ronioci su astronautima dali biološko-izolacijsku odjeću (BIGs) koju su nosili dok nisu primljeni u izolacijske prostorije na Hornetu. Također, astronauti su istrljani otopinom natrij-hidroklorida dok je komandni modul radi uklanjanja moguće mjesečeve prašine obrisan betadinom. Splav s dekontaminacijskim materijalom tada je namjerno potopljena.
Drugi helikopter Sea King prevezao je astronaute jednog po jednog, te ih je tijekom leta do nosača aviona pregledao zrakoplovni liječnik. Nakon spuštanja na Hornet, astronauti su izašli iz helikoptera dok je četveročlana posada ostala u letjelici. Potom je helikopter spušten u hangar br.2 odakle su astronauti hodali desetak metara do mobilne karantene (Mobile Quarantine Facility, MQF) gdje će provesti 21 dan izolacije. Takva praksa nastavit će se tijekom još dvije misije programa Apollo, Apollo 12 i Apollo 14, 
prije nego što je dokazano da na Mjesecu nema života te je karantena ukinuta.
Američki predsjednik Richard Nixon bio je na nosaču aviona da osobno dočeka astronaute. Tada je izjavio: "Kao rezultat onoga što ste učinili, svijet nije nikada prije bio jedinstveniji." Nakon što je Nixon otišao, Hornet je doveden do komandnog modula koji je ukrcan na brod pomoću brodske dizalice, postavljen na teretna kolica i odvezen kraj mobilne karantene. Hornet je potom otplovio za Pearl Harbor odakle su MQF i komadni modul transportnim avionom prebačeni u Svemirski Centar Johnson u Houstonu.
Mnogo godina kasnije, otkriveno je da je Nixon pripremio govor za slučaj neuspjeha polijetanja s Mjeseca, što bi rezultiralo smrću Armstronga i Aldrina.

## Proslave
Nakon skoro tri tjedna izolacije, isprva u mobilnoj karanteni, kasnije u Lunar Receiving laboratoriju svemirskog centra Johnson, astronautima je ustanovljeno savršeno zdravlje. 13. kolovoza 1969., izašli su iz karantene i potom prisustvovali nizu počasnih manifestacija. U njihovu čast istoga su dana održane parade u New Yorku, Chicagu i Los Angelesu. Nekoliko tjedana kasnije, pozvani su na počasnu paradu u Mexico Cityju.
Te večeri, u hotelu Century Plaza u Los Angelesu, održana je službena državna večera radi proslave Apolla 11, kojoj su bili nazočni članovi Kongresa, 44 guvernera, predsjednik Vrhovnog suda i veleposlanici 83 zemlje. Predsjednik Richard Nixon i potpredsjednik Spiro T. Agnew ukazali su astronatima čast dodijeljivanjem predsjedničke medalje slobode (Presidential Medal of Freedom). Tijekom idućih 45 dana, astrounauti su na svjetskoj turneji posjetili 25 zemalja i bili primljeni kod više istaknutih državnika. Mnoge nacije obilježile su prvo spuštanje na Mjesec komemorativnim izdanjima poštanskih maraka ili kovanica.
16. rujna 1969. tri astronauta održali su govore pred zajedničkom sjednicom američkog Kongresa i darovali dvije američke zastave, jednu Zastupničkom domu i jednu Senatu, koje su sa sobom ponijeli na Mjesec.

## Lokacija letjelice
Komandni je modul izložen u Nacionalnom muzeju zrakoplovstva i astronautike u Washingtonu, u središnjoj izložbenoj dvorani nasuprot ulazu s ulice Jefferson Drive, zajedno s drugim pionirskim letjelicama kao Spirit of St. Louis, Bell X-1, North American X-15, Mercury Friendship 7, i Gemini 4. Mobilna karantena, plutajući prsten i zračni jastuci izloženi su u Smithsonian centru Udvar-Hazy kraj aerodroma Washington Dulles u Virginiji.
Godine 2009., Lunar Reconnaissance Orbiter u velikoj je rezoluciji snimio više mjesta slijetanja misija Apollo na Mjesecu, dovoljnoj da se mogu vidjeti sletni stupnjevi lunarnog modula, znanstveni instrumenti i tragovi astronauta.

## Oznake misije
Oznaku misije dizajnirao je Collins, koji je želio simbol "miroljubivog američkog slijetanja na Mjesec". Odabrao je orla kao simbol, postavio grančicu masline u kljun i nacrtao površinu Mjeseca sa Zemljom u pozadini. NASA-ini službenici rekli su da pandže izgledaju isuviše "ratoborno" te je nakon nešto rasprave grančica masline premještena u pandže. Posada je odlučila da bi rimski broj XI bio nerazumljiv nekim nacijama te su se odlučili za "Apollo 11". Također su odlučili da ne stavljaju svoja imena na oznaku da bi "mogla predstavljati svih koji su radili na ostvarenju slijetanja na mjesec."
Sve boje su prirodne, s plavim i zlatnim rubovima oznake. Lunarni je modul nazvan Eagle (orao) da bi se naziv uklapao s oznakom. Kada je nekoliko godina kasnije izdana kovanica od jednog dolara s likom Eisenhowera, dizajn oznake misije primijenjen je na stražnjoj strani kovanice. Dizajn je zadržan i na manjoj kovanici jednog dolara s likom Susan B. Anthony, izdanom 1979.

## 40 godišnjica
Dana 15. srpnja 2009., Life.com je objavio galeriju ranije neobjavljenih fotografija astronauta prije lansiranja. Od 16. do 24. srpnja 2009., NASA je na svom sajtu objavila streaming originalnog zvuka misije u stvarnom vremenu, točno 40 godina nakon izvornih događaja. Također, radi se na restauriranju televizijskih snimki te je objavljen pregled ključnih trenutaka. Još popratnih događaja navedeno je na službenom sajtu NASA-e. Biblioteka John F. Kennedy u Bostonu postavila je flash vebsajt wechoosethemoon.org koji reemitira snimke Apolla 11 od lansiranja do slijetanja na Mjesec.
Grupa britanskih znanstvenika dala je intervju u sklopu obilježavanja objetnice i osvrnula se na značaj misije:

Provedeno je na tehnički briljantan način s poduzetim rizicima... koji bi bili nezamislivi u današnjem svijetu koji se kloni rizika... Program Apollo je nedvojbeno najveće tehničko postignuće čovječanstva do danas...od Apolla ništa se nije približilo uzbuđenju koje su stvorili astronauti Armstrong, Aldrin i još desetorica koji su ih pratili.
Dana 1. svibnja 2009. Kongres je prihvatio ukaz kojim se trojici astronauta Apolla 11 dodjeljuje kongresna Zlatna medalja, najviše civilno odlikovanje u Sjedinjenim Državama. Ukaz su predložili senator Bill Nelson i kongresmen Alan Grayson, obojica s Floride.

## Galerija
- 16. srpnja 1969. Astronauti neposredno prije lansiranja.
- Lansiranje rakete Saturn V, 16. srpnja 1969.
- Izlazak zemlje. Snimljeno 20. srpnja 1969. tijekom misije Apollo 11.
- Aldrin izlazi iz lunarnog modula.
- Apollo 11 na Mjesecu.
- Neil Armstrong radi na lunarnom modulu.
- Aldrin kraj lunarnog modula.
- Površina mjeseca, snimljeno tijekom misije Apollo 11.
- Neil Armstrong tijekom misije.
- Lunarni modul u mjesečevoj orbiti.
- Posada u karanteni nakon slijetanja.
- Komandni modul na nosaču aviona USS Hornet.

## Više informacija
- teorije zavjere o slijetanju na Mjesec
- program Mercury
- program Gemini
- program Space Shuttle
- izvanbrodska aktivnost
- popis svemirskih i mjesečevih šetnji
- lidar

## Vanjske poveznice
- Detaljne informacije o misiji (engl.)
- Sve fotografije misije Apollo 11 (fr.)
- Men on the Moon  Arhivirana inačica izvorne stranice od 31. svibnja 2010. (Wayback Machine) Originalni izvještaji Timesa (engl.)
- NASA-in vebsajt u čast misije  Arhivirana inačica izvorne stranice od 22. travnja 2015. (Wayback Machine) (engl.)
- Silikonski disk s porukama 73 državnika kojeg je Buzz Aldrin ostavio na Mjesecu (engl.)
- Ten Things You Didn't Know About the Apollo 11 Moon Landing Popular Mechanics (engl.)
- Apollo 11 lunar landing mission - NASA Press Kit (PDF) NASA (engl.)
- Apollo Program Summary Report  Arhivirana inačica izvorne stranice od 29. rujna 2006. (Wayback Machine) NASA (engl.)
- Apollo 11 Mission Report (PDF) NASA (engl.)
- Transcripts and audio clips of important parts of the mission  Arhivirana inačica izvorne stranice od 16. siječnja 2012. (Wayback Machine) (engl.)